# Palatul Mocioni
Palatul Mocioni, sau Casa Mocioni, cunoscut și sub numele de Palatul sau Casa Mocsonyi (în maghiară Mocsonyi-palota, în germană Mocsonyi Haus), ori Palatul Kőszeghy (în maghiară Kőszeghy palota) a fost o clădire din Timișoara, situată în Piața Balaș, nr. 1 (în maghiară Balázs tér, în germană Balazsplaz), azi strada Proclamația de la Timișoara. Până la demolarea acestuia a format un front unitar împreună cu Casa Mercy și Palatul Dejan.

## Istorie
A fost construit la jumătatea secolului al XVIII-lea, în stil neoclasic, de János Kőszeghy, fratele episcopului László Kőszeghy.
În secolului al XIX-lea, clădirea a fost moștenită de fiica lui János, Juditha Kőszeghy, văduva lui Zsigmond Deschán, care o folosea ca reședință de iarnă.
Pe 30 aprilie 1835, Juditha încheie un contract de vânzare-cumpărare cu Joannovits Anna, mama lui Joannovits György, fost secretar de stat în Ministerul Educației, contra sumei de 95000 de forinți și 100 de monede de aur.
În 1838, familia Joannovics închiriază către asociația acționarilor Cazinoului Național Timișan (în maghiară: Temesi Nemzeti Casino, în germană: Temeser National-Casino) cea mai mare parte a etajului întâi al clădirii, precum și un spațiu considerabil la parter, care a fost destinat restaurantului. Contractul de închiriere era valabil până la sfârșitul lunii aprilie 1841, contra chiriei de 3400 de forinți, cu condiția ca în cazul în care dorea, asociația putea păstra spațiul contra aceleiași sume de închiriere pentru încă trei ani, adică până în 1844. Asociația era formată, în 1838, din 366 de membri ai elitei timișorene.

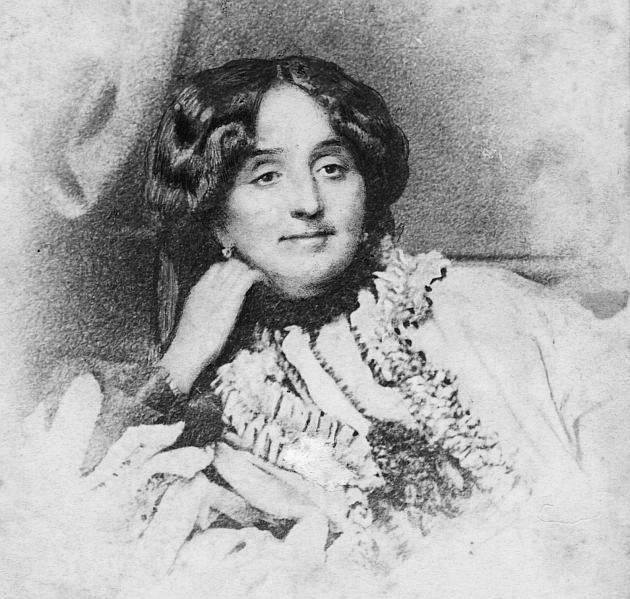
Ecaterina Mocioni

În urma decesului lui Katalin Mocsonyi (în română: Ecaterina Mocioni), fără testament, Tribunalul Imperial și Regal din Timișoara a publicat pe 9 mai 1878, la cererea lui Sever Sándor și Eugen Mocsonyi, un anunț prin care solicita tuturor celor care aveau drepturi de moștenire asupra unei treimi din imobilul înregistrat în cartea funciară sub numărul 34, situat în cartierul Cetate din Timișoara să își revendice drepturile în termen de 45 de zile.
În 1899, Miklós Lenvai menționa în lucrarea sa, Temes vármegye nemes családjai, vol. II (în română: Familiile nobile din comitatul Timiș), faptul că cladirea aparținea în continuare familiei Mocioni.
Din 1909 până în 1913, când a fost construit Palatul Băncii Timișana, în diagonală față de această clădire, aici și-a desfășurat activitatea Banca Timișana.
În octombrie 1912, Consiliul Local al orașului Timișoara a decis în unanimitate achiziționarea clădirii înregistrate în cartea funciară sub numărul 34, contra sumei de 350000 de coroane, cu scopul de a o demola, pentru lărgirea străzii Zápolya, în prezent Proclamația de la Timișoara. Hotărârea Consiliului a fost aprobată la 19 aprilie 1913 de către ministrul de interne al Regatului Ungariei, și a intrat în proprietatea orașului la 1 mai 1913. Inițial, Primăria intenționa să mute aici, provizoriu, până la demolarea clădirii, o parte a școlii de fete.
În 1913 este menționat faptul că orașul Timișoara a obținut un împrumut de 500000 de coroane, de la Trezoreria Diecezei de Cenad, pentru cumpărarea Palatului Mocioni și exproprierea Casei Cernoievici, cunoscută și ca Csernojevics, (clădire demolata parțial în 1943, pentru a deschide drumul între străzile Sfântul Ioan și Coriolan Brediceanu, legând cartierele Cetate și Mehala; demolată total în 1945).
În 1924, Școala Surorilor „Notre Dame“ înființează aici Școala de Menaj „Regina Maria“, care va deveni Colegiul Național Bănățean.
În 1939, clădirea era menționată ca aparținând tot municipalității.
Clădirea a fost demolată în august 1948.
Conform unui interviu publicat în numărul din 8 august 1948 al ziarului Szabad Szó, Otto Bodascher, în acea vreme inginerul-șef al Oficiului de Studii Municipale al Timișoarei, declara: „Planul este să demolăm mai întâi clădirea fostei case Mocsonyi, a Școlii de Menaj, situată în fața procuraturii, apoi clădirile din jurul ei [...] Străzi largi și piețe frumoase vor fi în centrul orașului, de la primărie spre procuratură, strada îngustă se va lărgi semnificativ. Această stradă se va lărgi astfel încât pe ambele părți vor fi trotuare cu o lățime de patru metri, cu un metru mai înguste decât cel mai larg trotuar din oraș. Tramvaiul va circula pe o rută cu o lățime de șapte metri, iar pentru mașini va exista o bandă de circulație cu o lățime de opt metri pe carosabil. Întregul plan al proiectului poate fi descris astfel: În zona care va fi câștigată de la procuratură va fi un parc, unde vom amplasa și o poartă istorică obținută în timpul demolării. Aici vom avea și o piață mai mică. În plus, va fi amenajată cu arbori, bănci, un loc de joacă și un loc de odihnă. Cel mai mare proiect: construirea pe locul fostei Cazărmii Transilvania. Detaliile planului: pe locul fostei Cazărmii Transilvania vor fi construite noul palat al justiției, noua clădire a administrației provinciale, clădirea centrală a poliției, clădirile centrale ale companiilor orașului și mai multe alte clădiri publice [...] de exemplu: Palatul Sporturilor, Casa Expozițiilor. Sediul central al instituțiilor financiare...Acum toate acestea sunt ale noastre, ale orașului nostru, acestea sunt valori uriașe. Orașul a donat armatei douăzeci și patru de hectare de teren, într-o locație foarte potrivită pentru clădiri militare. Chiar dacă toate acestea abia încep, așa cum au început deja, există speranța că: așa cum centrul județului este Timișoara, centrul Timișoarei, centrul orașului — cu adevărat un centru și unul demn de acest titlu — va fi centrul orașului în continuă dezvoltare al Republicii Populare.”
Astăzi, Centrul Comercial Bega se află pe locul fostei clădiri.

## Descriere
Clădirea se desfășura pe trei niveluri și avea o fațadă simetrică. Accesul în clădire se făcea printr-un portal central, care era flancat de coloane corintice pe ambele părți.
Parterul era decorat cu bosaje, iar ferestrele erau rotunjite și dispuse simetric pe fiecare parte a portalului: trei pe partea stângă și trei pe partea dreaptă.
La etajele întai și al doilea, fațada era decorată cu pilaștri care se extindeau vertical între ferestre. Ferestrele de la aceste etaje erau dreptunghiulare și simple, fiind aliniate pe verticală cu cele de la parter, iar cele centrale, situate deasupra portalului de acces, erau duble, accentuând axa centrală a clădirii. La etajul întâi, ferestrele erau decorate deasupra cu frontoane triunghiulare și, deasupra aparatului de acces, exista un balcon din fier forjat.
Acoperișul era marcat de un fronton triunghiular proeminent deasupra intrării principale, care includea un ornament sub formă de coroană de lauri, amplasat în mijlocul acestuia.